# Грин, Гай (губернатор)
Гай Грин (англ. Guy Green), полное имя Гай Стивен Монтегю Грин (англ. Guy Stephen Montague Green; 26 июля 1937, Лонсестон, Тасмания, Австралия — 22 июля 2025) — австралийский юрист и политик, 24-й губернатор Тасмании (1995—2003).

## Биография
Гай Грин  родился 26 июля 1937 года в Лонсестоне (городе на севере Тасмании) в семье Монти Грина (Monty Green), который был редактором газеты Saturday Evening Express, и его жены Берил (Beryl).
Окончив Университет Тасмании, с 1960 года работал адвокатом, а затем (с 1971 года) — судьёй. В 1973 году в 36-летнем возрасте Грин стал председателем (англ. Chief Justice) Верховного суда Тасмании и проработал в этой должности до 1995 года.
В 1995 году Гай Грин был назначен губернатором Тасмании. Он стал первым губернатором Тасмании, родившимся на территории штата и острова Тасмания. Он проработал губернатором до 2003 года.
В 2003 году Гай Грин в течение нескольких месяцев (с мая по август) исполнял обязанности генерал-губернатора Австралии.
В марте 1958 года Грин стал рыцарем ордена Британской империи (KBE), в январе 1994 года — компаньоном ордена Австралии (A.C.), а в марте 2000 года — командором Королевского Викторианского ордена (CVO). В январе 2001 года он был награждён медалью Centenary Medal в честь столетия Австралийской Федерации.
У Гая Грина и его жены Росслин (Rosslyn) четверо детей, двое из которых — Дэвид и Кристофер — приёмные дети, происходящие от австралийских аборигенов.
Гай Грин скончался 22 июля 2025 года, за четыре дня до своего 88-го дня рождения.